# Жозе Морињо
Жозе Марио дос Сантос Морињо Феликс (порт. José Mário dos Santos Mourinho Félix; Сетубал, 26. јануар 1963) португалски је фудбалски тренер и бивши фудбалер. Тренутно је тренер Фенербахчеа. Један је од најтрофејнијих фудбалских тренера и сматра се једним од најбољих тренера у историји фудбала. Познат је по надимку Посебни.
После незапажене играчке каријере, Морињо се окренуо тренерском послу. На самом почетку је био сарадник Бобију Робсону у Спортингу и Порту, а касније је био његов и Ван Галов помоћник у Барселони, која је у то време бележила изузетне резултате. Након краткотрајних, али успешних ангажмана у Бенфики и Леирији, Морињо се вратио у Порто 2002, овог пута као главни тренер. С Портом је двапут био првак Португалије, једном првак Купа Португалије и био је првак Купа УЕФА и Лиге шампиона, што су биле прве европске титуле за Порто још од 1987. Овај изванредан успех омогућио му је да се на лето 2004. пресели у Енглеску и да постане нови тренер лондонског Челсија. У почецима своје тренерске каријере Морињо је био познат по самохвалисању па је тако на својој првој конференцији за медије у Челсију, када је био проглашен за новог тренера тог клуба, изјавио да он себе сматра посебним (енгл. ...I think I'm a special one.). Убрзо је „посебни” прерастао у Морињов надимак, по ком је остао препознатљив све до данас. Челси је водио три сезоне и за то време је двапут био шампион Премијер лиге, једном ФА купа и двапут Лига купа. Напустио је Челси 2007. а верује се да је непосредан разлог за тај потез било његово неслагање с Романом Абрамовичем, власником клуба.
Морињо је већ 2008. почео да ради као тренер италијанског Интера. У дебитантској сезони с тим клубом био је шампион Серије А, а у следећој сезони освојена је европска триплета — Интер је био првак Серије А, Купа Италије и Лиге шампиона. То је уједно била и прва освојена триплета у историји Интера. Овим подвигом је постао тек пети тренер који је успео освојити Куп шампиона, односно Лигу шампиона с два различита клуба. Крајем 2010. био је први пут награђен Фифином наградом за најбољег тренера године. Морињо је потом отишао у Реал Мадрид. У другој сезони с клубом (2011/12) био је шампион Ла лиге и то с рекордним бројем освојених бодова. На тај начин постао је пети тренер у историји који је успео да освоји лигашку титулу у четири државе. С Реалом је успео да подигне и пехаре намењене победницима Купа и Суперкупа Шпаније.
Морињо је напустио Реал 2013. и исте године се вратио у Челси. У другом мандату с Плавцима је опет био првак Премијер лиге и Лига купа, али је добио отказ 2015. после низа лоших резултата. Годину дана касније, Морињо је потписао уговор са Манчестер јунајтедом; у првој сезони (2016/17) освојене су Лига Европе, Лига куп и Комјунити шилд. Међутим, 2018, пошто је Јунајтед пролазио кроз фазу лоших резултата у лиги, био је отпуштен. Следеће године, 2019, проглашен је за тренера Тотенхем хотспура. С Тотенхемом је дошао до финала Лига купа у другој сезони (2020/21), али је мало пре финалне утакмице добио отказ. Убрзо је објављено да ће Морињо постати нови шеф стручног штаба Роме. С Ромом је успео да освоји прво издање Лиге конференције. Морињо је овим успехом постао: први тренер који је дошао и који је био победник финала неког европског клупског такмичења са четири различита клуба, трећи тренер који је освојио сва три највећа европска клупска такмичења и први тренер који се домогао титула у Лиги шампиона, Купу УЕФА (тј. Лиги Европе) и Лиги конференције.
Фудбалски савез Португалије прогласио га је за португалског тренера столећа 2015. Први је тренер који је „потрошио” више од милијарду фунти на трансфере. Захваљујући свом разумевању и познавању фудбалске тактике, својој харизматичној и контраверзној личности као и репутацији да су му резултати важнији од атрактивног фудбала, Мориња су како поштаваоци тако и критичари упоређивали са славним аргентинским тренером Еленијом Ерером. Одликован је орденом Хенрика Морепловца.

## Биографија
Син бившег голмана Жозеа Феликса Мориња, Морињо је почео као играч, али пошто је био незадовољан играчком каријером пребацио се у тренерске воде. Након што је радио као помоћни тренер и тренер младих почетком 90-их, постао је преводилац Бобију Робсону. Морињо је научио много од тренерског ветерана и радио је са њим у у елитним португалским клубовима, Спортингу, Порту и у шпанској Барселони.

### Португал
Почео је да се фокусира на тренерски посао и импресионирао је са кратким, али успешним тренерским периодима у Бенфици и Леирији. У Порто се вратио 2002, овога пута као главни тренер и убрзо је стигао и до првих трофеја, освојивши португалску лигу, куп и Куп УЕФА 2003. године. Још већи успех га је пратио 2004. када је прво узео национални Суперкуп потом по други пут узео првенство те на крају освојио најважније такмичење европског клупског фудбала, Лигу шампиона.

### Челси
Почетком јуна 2004. Морињо преузима Челси. Са лондонским клубом осваја две узастопне шампионске титуле у Премијер лиги 2005. и 2006, поред тога освојен је један ФА куп, два трофеја Лига купа и један трофеј Комјунити шилда. 
Године 2004. и 2005. је проглашен за најбољег фудбалског тренера у свету од стране Међународне федерације фудбалске историје и статистике (МФФИС).

### Интер
У јуну 2008. прелази у Интер из Милана, с којим потписује трогодишњи уговор. У прва три месеца у Интеру освојио је један трофеј, Суперкуп Италије, а своју прву сезону у Италији завршио освојивши Серију А. Његова друга сезона у Интеру претворила се у исписивање историје не само миланских црно-плавих већ и читавог италијанског фудбала. Након што је на старту сезоне Интер остао без трофеја у Суперкупу Италије уследио је бриљантан наставак и нарочито крај сезоне. Интер је предвођен Морињом успео да оствари оно што ниједан италијански клуб није до тада урадио. Освојена је трострука круна, одн. како то Италијани кажу "триплета". Након освајања нове титуле првака Италије, освојен је и трофеј у националном купу, а све је зачињено освајањем титуле првака Европе, укупно треће у клупској историји али прве након пуних 45 година чекања. Након освајања титуле првака Европе, Морињо је напустио Интер.

### Реал Мадрид
Крајем маја 2010. Морињо је преузео Реал Мадрид, са којим је потписао четворогодишњи уговор. На старту прве сезоне имао је неуспешно ватрено крштење у "Ел Класику" када је на стадиону Камп ноу доживео убедљив пораз од Барселоне од 5:0. Ипак, како је сезона одмицала екипа је све боље играла па је против истог противника Реал Мадрид освојио Куп Шпаније али је у првенству заузето друго место. Друга сезона је почела поразом у Суперкупу Шпаније али је освојена титула првака Шпаније након четири године чекања. Трећа сезона је стартовала освајањем трофеја у националном Суперкупу али је то био једини освојени трофеј те сезоне. У првенству боља је била Барселона, а у купу је доживљен пораз у финалу од градског ривала Атлетико Мадрида. У мају 2013. године Морињо је напустио Реал Мадрид првенствено јер није остварио главни циљ, а то је освајање титуле првака Европе.

### Повратак у Челси
Почетком јуна 2013. Морињо је по други пут у каријери преузео Челси. Прве сезоне није било трофеја док су у другој сезони освојени и Премијер лига и Лига куп. На старту треће сезоне доживљен је пораз у Комјунити шилду, уследили су врло лоши резултати првенствено у Премијер лиги, испадање у Лига купу од Стоук ситија на пенале па је 17. децембра 2015. године дошло до споразумног раскида уговора.

### Манчестер јунајтед
Морињо је 27. маја 2016. године потписао трогодишњи уговор са Манчестер јунајтедом уз опцију продужења уговора на још једну сезону. Прва сезона је била веома успешна, већ на старту освојен је Комјунити шилд тријумфом над Лестером, потом је освојен Лига куп победом над Саутемптоном да би круна сезона било освајање јединог међународног трофеја који је недостајао у богатој ризници Манчестер јунајтеда а то је Лига Европе где су "црвени ђаволи" у финалу били бољи од Ајакса. Тим успехом Морињо је остварио главни циљ, а то је повратак Манчестер јунајтеда у Лигу шампиона након једногодишњег неиграња у најелитнијем европском клупском такмичењу. На старту друге сезоне знатно појачана екипа доживела је пораз у Суперкупу Европе од бившег Морињовог клуба Реал Мадрида.
Манчестер је током сезоне 2018/19. пружао слабе партије па је Морињо смењен 18. децембра 2018. Клуб је играо веома лоше од почетка сезоне - у моменту Морињове смене били су шести у Премијер лиги са 19 бодова заостатка за водећим Ливерпулом, који их је у дербију два дана раније победио 3:1. Јунајтед је после 17 утакмица у Премијер лиги имао само 26 бодова, што је њихов најгори резултат од сезоне 1990/91. Добили су само седам мечева - један у последњих шест кола - а за првом четворком су заостајали 11 бодова и били су ближи зони испадања него врху табеле.

### Тотенхем хотспур
Морињо је 20. новембра 2019. преузео Тотенхем са којим је потписао уговор на три и по године. Дошао је уместо Маурисија Покетина. Довео је клуб са 14. на шесту позицију на табели Премијер лиге за сезону 2019/20, чиме је обезбеђен пласман у Лигу Европе. У осмини финала Лиге шампиона елиминисан је од немачког Лајпцига.
У сезони 2020/21. је одвео клуб до финала Лига купа, али је смењен 19. априла 2021, само недељу дана пред финалну утакмицу. У моменту Мурињовог отказа, Тотенхем је био седми на табели Премијер лиге са 50 бодова, пет мање од Вест Хема, који је на четвртој позицији која води у Лигу шампиона. Поред тога, клуб је елиминисан у осмини финала Лиге Европе од загребачког Динама.

### Рома
Морињо је 4. маја 2021. године званично постао тренер Роме заменивши на клупи земљака Паула Фонсеку. У првој сезони са "вучицом" дошао је до још једног европског трофеја, овај пута је то било новоформирано такмичење УЕФА Лига конференције. У финалу одиграном 24. маја 2022. године у Тирани Рома је савладала холандски Фајенорд са 1:0. Тиме је постао тек трећи тренер у историји који је освојио сва три европска купа. Пре њега су то учинили Удо Латек и Ђовани Трапатони који су освајали куп шампиона, куп УЕФА и сада угашени куп победника купова, док је Морињо трофејима Лиге шампиона и Лиге Европе додао и тријумф у Лиги конференције.

## Успеси и признања

### Као главни тренер

#### Порто
- Првенство Португалије (2): 2002/03, 2003/04.
- Куп Португалије (1): 2002/03
- Суперкуп Португалије (1): 2003.
- Лига шампиона (1): 2003/04.
- Куп УЕФА (1): 2002/03.
- Финалиста УЕФА суперкупа: 2003.

#### Челси
- Премијер лига (3) : 2004/05, 2005/06, 2014/15.
- ФА куп (1) : 2006/07.
- Лига куп Енглеске (3) : 2004/05, 2006/07, 2014/15.
- ФА Комјунити шилд (1) : 2005.
- Финалиста УЕФА суперкупа: 2013.

#### Интер
- Првенство Италије (2): 2008/09, 2009/10.
- Куп Италије (1): 2009/10.
- Суперкуп Италије (1): 2008.
- Лига шампиона (1): 2009/10.

#### Реал Мадрид
- Првенство Шпаније (1): 2011/12.
- Куп Шпаније (1): 2010/11.
- Суперкуп Шпаније (1): 2012.

#### Манчестер јунајтед
- ФА Комјунити шилд (1): 2016.
- Лига куп Енглеске (1): 2016/17.
- Лига Европе (1): 2016/17.
- Финалиста ФА купа: 2017/18.
- Финалиста УЕФА суперкупа: 2017.

#### Рома
- УЕФА Лига конференције (1): 2021/22.
- Финалиста УЕФА Лиге Европе: 2022/23.

#### Појединачни
- Европски фудбалски тренер године у избору часописа Onze Mondial: 2005.
- Тренер године у избору Фифе: 2010.
- Најбољи светски клупски тренер у избору Међународне федерације фудбалске историје и статистике (енгл. IFFHS): 2004, 2005, 2010, 2012.
- Најбољи светски тренер у периоду 2001—2020. у избору IFFHS-а
- Тренер сезоне у Премијер лиги: 2004/05, 2005/06, 2014/15.
- Тренер месеца у Премијер лиги: новембар 2004, јануар 2005, март 2007, новембар 2020.
- Тренер године у Серији А: 2008/09, 2009/10.
- Златна клупа (итал. La Panchina d'Oro): 2009/10.
- Награда Мигел Муњоз: 2010/11, 2011/12.
- Тренер године у избору Уефе: 2002/03, 2003/04.
- Члан идеалне екипе године у избору Уефе: 2003, 2004, 2005, 2010.
- Тренер године у избору часописа World Soccer: 2004, 2005, 2010.
- Трећи најбољи фудбалски тренер у историји у избору часописа : 2013.
- Девети најбољи фудбалски тренер у историји у избору часописа : 2013.
- Тринаести најбољи фудбалски тренер у историји у избору часописа France Football: 2019.
- Европски фудбалски тренер године у избору Европске уније спортских новинара (фр. UEPS): 2010.
- Спортски тренер године у избору Би-Би-Сија: 2005.
- Личност године у избору часописа La Gazzetta dello Sport: 2010.
- Тренер године у избору Међународне спортске новинарске асоцијације (енгл. AIPS): 2010.
- Награда Фернандо Соромењо: 2012.
- Награда Легенда фудбала на церемонији Football Extravaganza: 2011.
- Најбољи тренер године на додели награда Globe Soccer Awards у избору Асоцијације европских клубова (енгл. ECA): 2012.
- Португалски тренер века у избору Фудбалског савеза Португалије: 2015.

### Као помоћни тренер

#### Порто
- Првенство Португалије (2): 1994/95, 1995/96.
- Куп Португалије (1): 1993/94.
- Суперкуп Португалије (2): 1994, 1995, 1996.

#### Барселона
- Првенство Шпаније (2): 1997/98, 1998/99.
- Куп Шпаније (1): 1996/97.
- Суперкуп Шпаније (1): 1996.
- Куп победника купова (1): 1996/97.
- УЕФА суперкуп (1): 1997.

### Остало
- Орден Хенрика Морепловца — високи официр[53]
- Doctor Honoris causa, за остварена постигнућа у фудбалу, од Техничког универзитета у Лисабону